# Siggiewi FC
El Siggiewi FC es un equipo de fútbol de Malta que juega en la Segunda División de Malta, la tercera categoría de fútbol en el país.

## Historia
Fue fundado en el año 1945 en la ciudad de Siggiewi al oeste de Malta y fue de los primeros equipos de fútbol en Malta en contar con un estadio con césped artificial para facilitar la práctica del fútbol en el oeste del país, estadio inaugurado en el año 2011.
El club nunca ha jugado en la Premier League de Malta y se ha destacado más por su programa de fuerzas básicas, en donde ha sido campeón nacional en la Categoría E.